# Bulevar sumraka
Bulevar sumraka (eng. Sunset Boulevard) je američka drama iz 1950. koju je režirao Billy Wilder, a koja govori o holivudskom scenaristu koji se sprijatelji s ostarjelom damom, bivšom zvijezdom nijemih filmova. Film je osvojio Zlatni globus te se smatra jednim od Wilderovih najboljih ostvarenja i klasikom kinematografije. American Film Institute ga je stavio na listu 100 najboljih američkih filmova 20. stoljeća.

## Radnja
Hollywood. Leš Joea Gillisa, holivudskog scenarista, pluta u jednom bazenu. Ipak, sam Gillisev glas postane pripovjedač te počne pričati svoju priču; prije je bio neuspješan scenarist koji je stanovao u otrcanom stanu. Jednog dana, u bijegu od dvoje utajivača dugova, autom je skrenuo u Sunset Boulevard te se sakrio u nekoj naizgled napuštenoj vili. On uđe u zgradu te otkrije da u njoj živi ekscentrični njemački butler, Max von Mayerling, i neka bogata, ostarjela dama, koji zabunom zaključe da je on pozvani pogrebnik koji je trebao organizirati pogreb za njenog nedavno preminulog ljubimca, čimpanzu. Gillis je prepozna kao Normu Desmond, bivšu mega zvijezdu nijemih filmova, a ona mu ponudi posao prepravka scenarija s kojim planira povratak na veliki ekran. Pošto je on ionako u financijskim poteškoćama, prihvati. 
On je ubrzo potpuno financijski ovisan o njoj a ona mu počinje kupovati skupe darove, što mu postane neugodno. Kada mu ona konačno prizna da se zaljubila u njega, on napusti vilu te se smjesti u kuću prijatelja u kojoj se odigrava novogodišnja zabava. Tamo upozna djevojku Betty. Kada nazove natrag vilu, butler Max mu objavi da je Norma pokušala počiniti samoubojstvo pa se vrati te ju smiri. Norma ubrzo dobije poziv od redatelja Cecila B. DeMillea te dobije veliku nadu u povratak, ali se ispostavi da on samo želi upotrijebiti njen stari auto u svojem filmu. Gillis započne ljubavnu vezu s Betty, a kada Norma to otkrije jako se naljuti. On i Norma se posvađaju. On na kraju odluči zauvijek napustiti njenu vilu, no ona uzme pištolj te ga upuca, a njegovo tijelo padne u bazen. Tada se pojavi policija i novinari s kamerama. Kada Norma ugleda kamere, počinje dobivati halucinacije da je opet zvijezda u filmu.

## Glumci
- William Holden - Joe Gillis
- Gloria Swanson - Norma Desmond
- Erich von Stroheim - Max von Mayerling
- Nancy Olson - Betty Schaefer
- Cecil B. DeMille - Cecil B. DeMille

## Nagrade
- 4 osvojena Zlatna globusa (najbolji film, režija, glavna glumica Gloria Swanson, glazba) i 3 nominacije (najbolja fotografija, scenarij, sporedni glumac Erich von Stroheim).
- 3 osvojena Oscara (najbolji scenarij, glazba, scenografija) i 8 nominacija (najbolji film, režija, glavni glumac William Holden, glavna glumica Gloria Swanson, sporedni glumac Erich von Stroheim, sporedna glumica Nancy Olson, fotografija, montaža)
- Nominacija za Directors Guild of America (najbolja režija)

## Zanimljivosti
- U filmu se javljaju mnogi slavni glumci iz nijemog razdoblja u malim cameo ulogama; među njima su i Buster Keaton, H. B. Warner i Hedda Hopper. Erich von Stroheim prije je bio redatelj nijemih melodrama u Njemačkoj.
- Montgomery Clift odbio je ulogu jer je tada i sam viđao stariju ženu. Fred MacMurray pak je odbio, jer nije htio igrati žigola.
- U prvotno snimljenoj ekspoziciji, leš junaka Joea Gillisa je završio u mrtvačnici s još tri tuceta drugih leševa. Onda su oni u naraciji počeli razgovarati i pričati kako su umrli, pa je Gillisov leš počeo pričati svoju priču. Pri pokusnoj projekciji publika se toliko smijala toj sekvenci da je Wilder odlučio izbaciti je i snimiti drugačiji uvod.
- Redatelj Cecil B. DeMille stvarno je snimao film „Samson & Delilah“ kada je Billy Wilder sa svojom ekipom snimio njegovu sekvencu u kojoj razgovara s Normom Desmond.
- Wilder je htio da Greta Garbo igra glavnu ulogu, no ona je odbila.
- U sceni u kojoj Joe i Norma gledaju film, Erich von Stroheim je predložio da se pokažu isječci iz njegovog vlastitog nijemog filma „Kraljica Kelly“, a Wilder je pristao.
- Darry F. Zanuck, Olivia de Havilland, Tyrone Power i Samuel Goldwyn svi su odbili da se njihova imena iskoriste u filmu. No Wilder je svejedno upotrijebio imena Zanucka i Powera.
- Nakon što je vidio film, šef MGM studija Louis B. Mayer vikao je na Wildera te je galamio kako bi ga trebalo posuti perjem i ljepilom jer je toliko oblatio filmsku industriju.

## Teme i analiza
Billy Wilder je već dugo živio u Los Angelesu kada je prolazio kraj vila nekada poznatih zvijezda nijemog razdoblja te se pitao kako treuntačno žive kada je njihov vrhunac u karijeri prošao. Stoga je počeo razvijati priču oko toga. Zamislio je ostarjelu filmsku glumicu koja je bogata i mašta o povratku na veliki ekran. Glavna tema je stoga prolaznost u životu. Priča sadrži puno referenci na Hollywood te se ne libi negativno prikazati sistem zvijezda koje bivaju regularno zaboravljene čim su izvršile svoju svrhu prikupljanja novaca za studio. Zbog hrpe satričnih žalaca na Hollywood – Joe Gillis u jednoj sceni izjavi; “Posljedni scenarij koji sam napisao se vrtio oko ekonomskih imigranata iz Oklahome koji su bježali od oluje od prašine. No nikada ne znaš, jer kada je stigao do ekrana, cijela priča se odvijala na brodu za torpedo” -Wilder se bojao da bi film ikada mogao i snimiti, pa je šefovima u Paramount studiju slao doslvno stranicu po stranicu filma, koji su ipak pristali financirati ga. Navodno je počeo snimati film dok je scenarij bio samo napola gotov.
U svojem eseju o filmu, Richard Corliss je napisao da je “Bulevar sumraka” jedan „savršeni film strave za Hollywood“, dodavši kako je gotovo sve u njemu sablasno. Primijetio je da naraciju za priču govori mrtav čovjek kojeg Norma Desmond zamijeni za mrtvozornika, dok se većina radnje odvija “u mračnoj kući, koja otvara svoja vrata samo za žive mrtvace”. Usporedio je lik butlera Maxa s fantomom u operi, a Normu Desmond sa Drakulom, jer zavodi Joea Gillisa te se hrani njegovom mladošču. Napisao je da je naracija vježba u “jeftinom sarkazmu”, ali je svejedno čestitao autorima na pametnom demistifikaciji Hollywooda. Kameraman John F. Seitz je sunčani Los Angeles snimio u mračnoj, ekspresivnoj crno-bijeloj tehnici, poput u nekom film noiru, iako bi žanr ostvarenja više odgovarao nekoj crnohumornoj melodrami. Čak su i kostimi Norme Desmond dizajnirani egzotično po uzoru na Dior i Chanel iz 1940-ih, kako bi ona ispala poput osobe koja je izgubljena u svojoj mašti te uvijek oponaša nekog drugog. Wilder je pak analize filma ostavio drugima

## Kritike
Većina kritičara je hvalila film te ga čak proglasila i jednim od najboljih u kinematografiji, dok je samo manji dio bio nezadovoljan. U svojoj pohvalnoj recenziji filma, kritičar Jeffrey M. Anderson napisao je: “Bulevar sumraka” vjerojatno je najbolji film Billya Wildera, makar ima usku konkurenciju od takvih ostvarenja kao što su “Dvostruka obmana”, “Ace in the Hole”, “Neki to vole vruće” i “Apartman”. Često ga zovu “ciničnim” mislim da bi se jednostavno trebao nazvati “pametnim”. Nevjerojatno je da je Wilder, čovjek koji je naučio engleski čitajući stripove, bio sposoban ostvariti takav majstorski inteligentan uvid u američki način života…Zanimljivo je pitati se o sudbinama tih likova. Da li DeMille još uvijek radi jer je bio okrenut širokoj masi i komercijali, dok su ostali, intimni umjetnici propali? Sama gđa. Desmond je odličan lik. Puna je glamura i taštine, pokušavajući ostati filmska zvijezda. Tako je lažna da se njen lažni svijet raspadne a istina otkrije. To je vrhunska izvedba Glorije Swanson. Ironično, iako je gđa. Desmond zvijezda nijemog filma, tu ima najbolje dijaloge…Ovo je savršeno kontrolirano remek-djelo koje je uhvatilo neobičan trenutak u filmskoj povijesti“.
Roger Ebert, koji je film čak stavio na listu svojih velikih filmova, zaključio je: “Ostaje i dalje najbolja drama o filmovima jer vidi kroz iluzije, čak iako Normi Desmond to ne uspijeva…Od svih velikih holivudskih redatelja zlatnog razdoblja, da li je ijedan snimio više filmova koji i danas izgledaju svježe i zabavno od Billya Wildera?”, a Andrew Sarris: “Još uvijek najbolji holivudski film ikada snimljen u Hollywoodu”. Jeffrey Chen je napisao: “Najbolja stvar gledajući stare filmove je otkriti da izgledaju tako moderno da, s malo dodira tu i tamo, gdje se gotovo uopće ne mijenja originalni sastojak, bi se mogli uklopiti u niz današnjih filmova” a John J. Puccio: “Ništa snimljeno u zadnjih pola stoljeća nije ravno takvom sarkazmu koji ovaj film izaziva o Hollywoodu koji jede sam sebe”.

## Vanjske poveznice
- Bulevar sumraka u internetskoj bazi filmova IMDb-a
- Rottentomatoes.com
- Je li „Bulevar sumraka“ film noir?
- Fan site
- Veliki filmovi Rogera Eberta  Arhivirana inačica izvorne stranice od 25. rujna 2012. (Wayback Machine)
- Esej o filmu
- Online scenarij
- Filmski portal  Arhivirana inačica izvorne stranice od 13. prosinca 2006. (Wayback Machine)